# Mont-Saint-Martin (Alta Francia)
Mont-Saint-Martin è un comune francese di 85 abitanti situato nel dipartimento dell'Aisne della regione dell'Alta Francia.

## Società

### Evoluzione demografica
Abitanti censiti